# W.ダブルヴィー
W.ダブルヴィーは、2018年7月1日に現体制となり、関西を中心に活動している日本の女性アイドル・グループ。所属事務所は株式会社 mint Music ENTERTAINMENT。

## 概要
2018年8月25日くるみ、希美（のぞみ）、玲華、なおの4人でOSAKA MUSEでデビュー。
名前の由来は、「W」は、フランス語”ドブルベ”にちなみVが2つ重なっているということから、「ダブルヴィー」と読み、”V”が2つ、”Victory”の”V”が重なることで、勝ち続けるという意味と、「W」は、”west”と”World”、関西から世界へという意味も込められてます。同事務所で活動していたPOPUPの後輩グループでもある。

## 略歴

### 2018年
- 7月1日 大阪にて再始動
- 8月25日 OSAKA MUSEにてステージデビュー
- 10月22日 新メンバーゆーり加入（ステージデビューは10月28日）[4]

### 2019年
- 1月25日 JAPAN EXPO THAILAND 出演
- 3月13日 心斎橋BIGCAT・初ワンマンライブ開催
- 4月8日 新メンバーいつき加入（ステージデビューは4月23日・MUSEBOX）[5]
- 6月12日　新メンバーなつか加入（ステージデビューは6月28日・MUSEBOX）[6]
- 8月28日 梅田クラブクアトロ1周年ワンマンライブ開催
- 12月21日 1st One-Man Live in Bangkok

### 2020年
- 5月24日 玲華といつきが卒業[7]
- 7月12日 かずは、みか、みなみが研究生として加入[8]

### 2023年
- 8月26日 W. 5th anniversary Oneman LIVE〜季節がめぐるたび、僕はキミを好きになる（GORILLA HALL OSAKA）
- 12月9日 かずはが卒業[9]

### 2024年
- 1月10日 ゆか、みさきが卒業[10]
- 1月18日 みお、にこ、のあ、なおが加入

## メンバー
| 名前     | お誕生日      | 出身地 | カラー                  | 愛称              | 身長  | 備考                                |
| -------- | ------------- | ------ | ----------------------- | ----------------- | ----- | ----------------------------------- |
| あやか   | 1月24日       | 大阪府 | ピンク色                | あやか            | 155cm |                                     |
| はるか   | 11月30日      | 大阪府 | エメラルドグリーン色    | はるか はる       | 156cm |                                     |
| れな     | 7月9日        | 兵庫県 | パープル                |                   |       |                                     |
| りん     | 1月4日        | 大阪府 | オレンジ色              |                   |       |                                     |
| みお     | 2月28日       | 兵庫県 | 赤色                    |                   |       |                                     |
| にこ     | 2月1日        | 広島県 | 黄色                    |                   |       |                                     |
| のあ     | 6月29日       | 京都府 | 白色                    |                   |       |                                     |
| 渚野なお | 1997年10月7日 | 大阪府 | むらさき色→マリンブルー | なちこ なおちゃん | 153cm | 初期 - 2023年4月6日 2024年1月18日 - |

※2024年1月21日現在

## 元メンバー
| 名前   | 誕生日        | 出身地 | カラー     | 愛称                | 身長    | 活動期間                            |
| ------ | ------------- | ------ | ---------- | ------------------- | ------- | ----------------------------------- |
| くるみ |               |        |            |                     |         | 初期 - 2019年9月7日卒業             |
| 玲華   |               |        |            |                     |         | 初期 - 2020年6月27日卒業            |
| いつき | 2003年6月3日  |        |            |                     |         | 2019年4月8日 - 2020年6月27日卒業    |
| のぞみ |               |        |            |                     |         | 初期 - 2021年1月8日契約解除         |
| みなみ |               |        | 青色       |                     |         | 2020年7月7日 - 2021年1月8日契約解除 |
| みか   | 2001年8月2日  | 大阪府 | 緑色       |                     |         | 2020年7月7日 - 2021年12月13日       |
| みれい | 2005年4月9日  | 三重県 | ピンク色   |                     |         | 2021年5月22日 - 2022年5月31日異動   |
| ゆーり | 2001年12月2日 | 兵庫県 | オレンジ色 | ゆーり              | 156.5cm | 2018年10月22日 - 2023年4月6日       |
| なつか | 2002年7月19日 | 京都府 | まっしろ色 | なつか              | 153.3cm | 2019年6月12日 - 2023年4月6日        |
| みいな | 9月29日       | 愛知県 | 白色       |                     |         | 2023年4月13日 - 2023年10月31日卒業  |
| かずは | 2001年4月10日 | 大阪府 | レモン色   | かずは かずはちゃん | 153cm？ | 2020年7月7日 - 2023年12月9日        |
| ゆか   | 2004年3月6日  | 京都府 | いちご色   | ゆか                | 158cm   | - 2024年1月10日                     |
| みさき | 2004年8月10日 | 京都府 | 空色       | みさき みーちゃん   | 155.5cm | - 2024年1月10日                     |